# Elektrisk energi

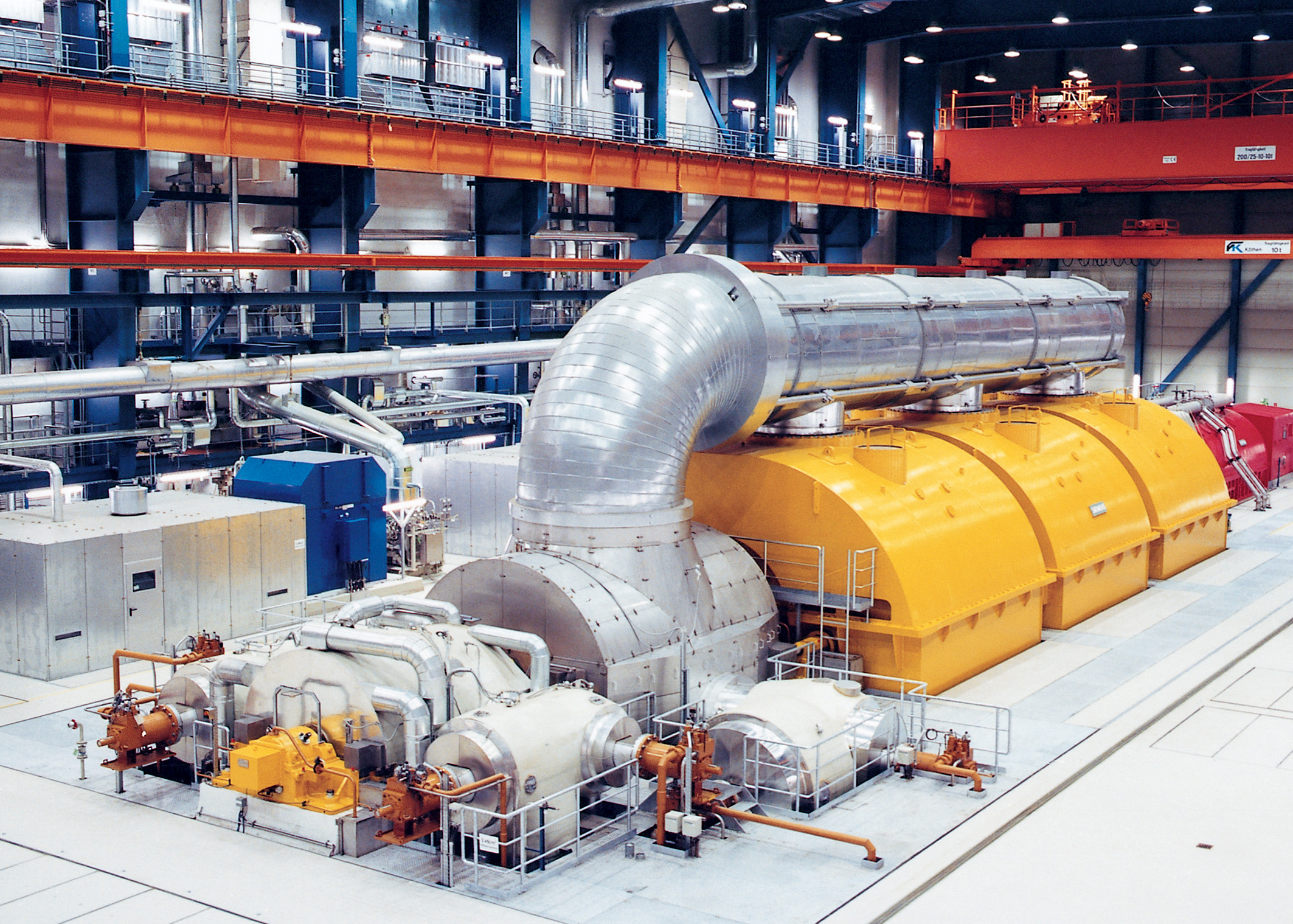
Turbogeneratorer producerar huvuddelen av världens elektriska energi

Elektrisk energi är energi som representeras av coulombkrafter mellan elektriska laddningar. Mängden elektrisk energi i ett system definieras som det mekaniska arbete som tillförts för att flytta laddningarna från oändligt avstånd till det aktuella avståndet.
Till vardags märks elektrisk energi oftast som den energi som levereras av elkraftverk via kraftledningar och som förbrukas i hushållsapparater, som direktverkande elvärme, i belysningsanläggningar, i elmotorer inom industrin osv.
SI-enheten för elektrisk energi är joule (J), som är en wattsekund. Det är dock opraktiskt litet och vanligtvis används wattimme (Wh) och kilowattimme (kWh).
Elektrisk energi är svårt att lagra men enkel att förflytta.

## Definition
Den elektriska energi E som utvecklas mellan tidpunkterna {\displaystyle t_{1}} och {\displaystyle t_{2}} (i sekunder) är produkten av den elektriska spänningen {\displaystyle u(t)} och strömstyrkan {\displaystyle i(t)} enligt integralen
{\displaystyle E=\int _{t_{1}}^{t_{2}}u(t)\cdot i(t)\,\mathrm {d} t}
Om spänning och ström är konstanta kan energimängden skrivas
{\displaystyle E=U\cdot I\cdot (t_{2}-t_{1})}
där U och I är spänningens respektive strömmens effektivvärde.